# Zgięcie lewe okrężnicy

Jelito grube z zaznaczoną kolorem okrężnicą
1. okrężnica wstępująca
2. okrężnica poprzeczna
3. okrężnica zstępująca
4. okrężnica esowata
Zgięcie śledzionowe jest pomiędzy częścią 2. i 3.

Zgięcie lewe okrężnicy (łac. flexura coli sinistra), zgięcie śledzionowe okrężnicy (flexura coli lienalis) – w anatomii człowieka fragment okrężnicy łączący jej część poprzeczną i zstępującą.
Od zgięcia prawego różni go ostrzejszy kąt, mogący nieraz utrudniać przesuwanie się treści. Przezwycięża je ciśnienie 4,9 kPa (stwierdzono doświadczalnie).

## Położenie
Położenie względem szkieletu: VII żebro, w linii pachowej środkowej.
Względem trzewi: na przedniej powierzchni nerki aż do przedniej powierzchni śledziony. Zgięcie to jest połączone z przeponą w miejscu jej przyczepu (nieopodal żebra X) poprzez więzadło przeponowo-okrężnicze.
Względem prawego zgięcia: wyżej i bardziej ku tyłowi